# Креспен (Тарн)
Креспе́н (фр. и окс. Crespin) — коммуна во Франции, находится в регионе Юг — Пиренеи. Департамент — Тарн. Входит в состав кантона Кармо-1 Ле-Сегала. Округ коммуны — Альби.
Код INSEE коммуны — 81072.

## География
Коммуна расположена приблизительно в 540 км к югу от Парижа, в 85 км северо-восточнее Тулузы, в 19 км к северо-востоку от Альби.

## Климат
Климат умеренно-океанический. Зима мягкая и дождливая, лето жаркое с частыми грозами. Ветры довольно редки.

## Население
Население коммуны на 2010 год составляло 122 человека.
| 1962 | 1968 | 1975 | 1982 | 1990 | 1999 | 2010 |
| ---- | ---- | ---- | ---- | ---- | ---- | ---- |
| 240  | 223  | 183  | 186  | 140  | 121  | 122  |

## Администрация
| Период | Период | Фамилия        | Партия | Примечания |
| ------ | ------ | -------------- | ------ | ---------- |
| 1971   | 1977   | Марсель Алькье |        |            |
| 1977   | 1995   | Роже Пюш       |        |            |
| 1995   | 2008   | Серж Кюк       |        |            |
| 2008   | 2012   | Элли Пажес     |        |            |
| 2012   | 2020   | Кароль Метиве  |        |            |

## Экономика
В 2007 году среди 74 человек в трудоспособном возрасте (15—64 лет) 56 были экономически активными, 18 — неактивными (показатель активности — 75,7 %, в 1999 году было 78,4 %). Из 56 активных работали 53 человека (31 мужчина и 22 женщины), безработных было 3 (1 мужчина и 2 женщины). Среди 18 неактивных 5 человек были учениками или студентами, 7 — пенсионерами, 6 были неактивными по другим причинам.